# Persone di cognome Satō
| Questa pagina contiene informazioni ricavate automaticamente dalle voci biografiche con l'ausilio del template Bio e di un bot. L'aggiornamento è periodico e automatico e ricostruisce completamente la pagina. Se manca una persona in questa lista, sei pregato di non aggiungerla, ma accertati piuttosto che la sua voce biografica contenga il template Bio e che i dati anagrafici siano correttamente compilati. Se il template Bio manca, inseriscilo tu stesso o, in alternativa, metti l'avviso {{tmp\|Bio}} che ne segnala la mancanza. Se i dati riportati sono sbagliati, correggi direttamente la voce biografica; le modifiche saranno visibili in questa lista entro pochi giorni. Per chiarimenti vedi il progetto antroponimi. La lista contiene solo le 68 persone che sono citate nell'enciclopedia e per le quali è stato implementato correttamente il template Bio. Pagina aggiornata al 23 giu 2025. |

Questa è una lista di persone presenti nell'enciclopedia che hanno il cognome Satō, suddivise per attività principale.

## Allenatori di calcio(1)
- Chōei Satō, allenatore di calcio e ex calciatore giapponese (Prefettura di Yamagata, n. 1951)

## Allenatrici di pattinaggio(1)
- Yuka Satō, allenatrice di pattinaggio e ex pattinatrice artistica su ghiaccio giapponese (n. 1973)

## Astronomi(1)
- Isao Satō, astronomo giapponese (n. 1963)

## Atleti paralimpici(1)
- Tomoki Satō, atleta paralimpico giapponese (Fujieda, n. 1989)

## Attori(7)
- Tadanobu Asano, attore giapponese (Yokohama, n. 1973)
- Isao Satō, attore e aviatore giapponese (Tokyo, n. 1949 - Miramar, † 1990)
- Jirō Satō, attore giapponese (Aichi, n. 1969)
- Kei Satō, attore giapponese (Aizuwakamatsu, n. 1928 - Setagaya, † 2010)
- Kōichi Satō, attore giapponese (Tokyo, n. 1960)
- Ryūta Satō, attore giapponese (Meguro, n. 1980)
- Takeru Satō, attore e cantante giapponese (Tokyo, n. 1989)

## Attrici(1)
- Eriko Satō, attrice e modella giapponese (Tokyo, n. 1981)

## Calciatori(13)
- Akihiro Satō, ex calciatore giapponese (Kanagawa, n. 1986)
- Eiji Satō, ex calciatore giapponese (Prefettura di Saitama, n. 1971)
- Hiroaki Satō, calciatore giapponese (Prefettura di Hyōgo, n. 1932 - † 1988)
- Hisato Satō, ex calciatore giapponese (Kasukabe, n. 1982)
- Jin Satō, ex calciatore giapponese (Muroran, n. 1974)
- Kazuki Satō, ex calciatore giapponese (Prefettura di Gunma, n. 1974)
- Kein Satō, calciatore giapponese (Setagaya, n. 2001)
- Minori Satō, ex calciatore giapponese (Maebashi, n. 1991)
- Ryūnosuke Satō, calciatore giapponese (Nishi-Tokyo, n. 2006)
- Shōkichi Satō, ex calciatore giapponese (Prefettura di Aomori, n. 1971)
- Yasuyuki Satō, ex calciatore giapponese (Prefettura di Hiroshima, n. 1966)
- Yoshiaki Satō, ex calciatore giapponese (Prefettura di Osaka, n. 1969)
- Yūto Satō, ex calciatore giapponese (Kasukabe, n. 1982)

## Cantanti(1)
- Yukiko Okada, cantante giapponese (Ichinomiya, n. 1967 - Tokyo, † 1986)

## Cestiste(2)
- Chiemi Satō, ex cestista giapponese (Tokyo, n. 1956)
- Kazuko Satō, ex cestista giapponese (Osaka, n. 1957)

## Compositori(4)
- Hidetoshi Satō, compositore giapponese (Utatsu)
- Kentarō Satō, compositore e direttore d'orchestra giapponese (n. 1981)
- Masaru Satō, compositore giapponese (Rumoi, n. 1928 - † 1999)
- Naoki Satō, compositore giapponese (Chiba, n. 1970)

## Doppiatrici(4)
- Chie Satō, doppiatrice giapponese (Saitama, n. 1964)
- Rina Satō, doppiatrice giapponese (Kitakyūshū, n. 1981)
- Satomi Satō, doppiatrice giapponese (Prefettura di Miyagi, n. 1986)
- Yūko Satō, doppiatrice giapponese (Prefettura di Kanagawa)

## Fumettisti(1)
- Shōji Satō, fumettista giapponese

## Giocatori di baseball(1)
- G.G. Satō, ex giocatore di baseball giapponese (Ichikawa, n. 1978)

## Insegnanti(1)
- Naoto Satō, insegnante giapponese (n. 1953)

## Lottatori(1)
- Mitsuru Satō, ex lottatore giapponese (Hachirōgata, n. 1961)

## Matematici(1)
- Mikio Satō, matematico giapponese (Tokyo, n. 1928 - Kyoto, † 2023)

## Nuotatori(1)
- Hisayoshi Satō, nuotatore giapponese (Tomakomai, n. 1987)

## Nuotatrici(1)
- Yoshiko Satō, ex nuotatrice giapponese (Nara, n. 1938)

## Pallanuotisti(1)
- Takanao Satō, pallanuotista giapponese (Tokyo, n. 1933)

## Pallavoliste(2)
- Arisa Satō, ex pallavolista giapponese (Sendai, n. 1989)
- Tsubura Satō, ex pallavolista giapponese (Yamagata, n. 1994)

## Pattinatori artistici su ghiaccio(1)
- Shun Satō, pattinatore artistico su ghiaccio giapponese (Sendai, n. 2004)

## Pattinatrici di velocità su ghiaccio(1)
- Ayano Satō, pattinatrice di velocità su ghiaccio giapponese (Kushiro, n. 1996)

## Piloti automobilistici(4)
- Kimiya Satō, pilota automobilistico giapponese (Kōbe, n. 1989)
- Marino Satō, pilota automobilistico giapponese (Tokyo, n. 1999)
- Ren Satō, pilota automobilistico giapponese (Kanagawa, n. 2001)
- Takuma Satō, pilota automobilistico giapponese (Tokyo, n. 1977)

## Pistard(1)
- Mina Satō, pistard giapponese (Chigasaki, n. 1998)

## Politici(1)
- Eisaku Satō, politico giapponese (Tabuse, n. 1901 - Tokyo, † 1975)

## Registe(1)
- Shimako Satō, regista e sceneggiatrice giapponese (Iwate, n. 1964)

## Registi(3)
- Hisayasu Satō, regista giapponese (Shizuoka, n. 1959)
- Jun'ichi Satō, regista e animatore giapponese (Nagoya, n. 1960)
- Sakichi Satō, regista, sceneggiatore e attore giapponese (Ōsaka, n. 1964)

## Saltatori con gli sci(3)
- Akira Satō, ex saltatore con gli sci giapponese (Kyōgoku, n. 1964)
- Keiichi Satō, saltatore con gli sci giapponese (n. 1997)
- Yukiya Satō, saltatore con gli sci giapponese (n. 1995)

## Sceneggiatori(2)
- Dai Satō, sceneggiatore e musicista giapponese (n. 1969)
- Takuya Satō, sceneggiatore e regista giapponese

## Scrittori(1)
- Daisuke Satō, scrittore e sceneggiatore giapponese (prefettura di Ishikawa, n. 1964 - † 2017)

## Tastieristi(1)
- Atsushi Satō, tastierista, compositore e arrangiatore giapponese (prefettura di Niigata, n. 1966)

## Tenniste(1)
- Naoko Satō, ex tennista giapponese (n. 1955)

## Tennisti(1)
- Jirō Satō, tennista giapponese (Prefettura di Gunma, n. 1908 - Stretto di Malacca, † 1934)

## Wrestler(1)
- Jackie Sato, wrestler giapponese (Yokohama, n. 1957 - † 1999)